# Vernalizzazione

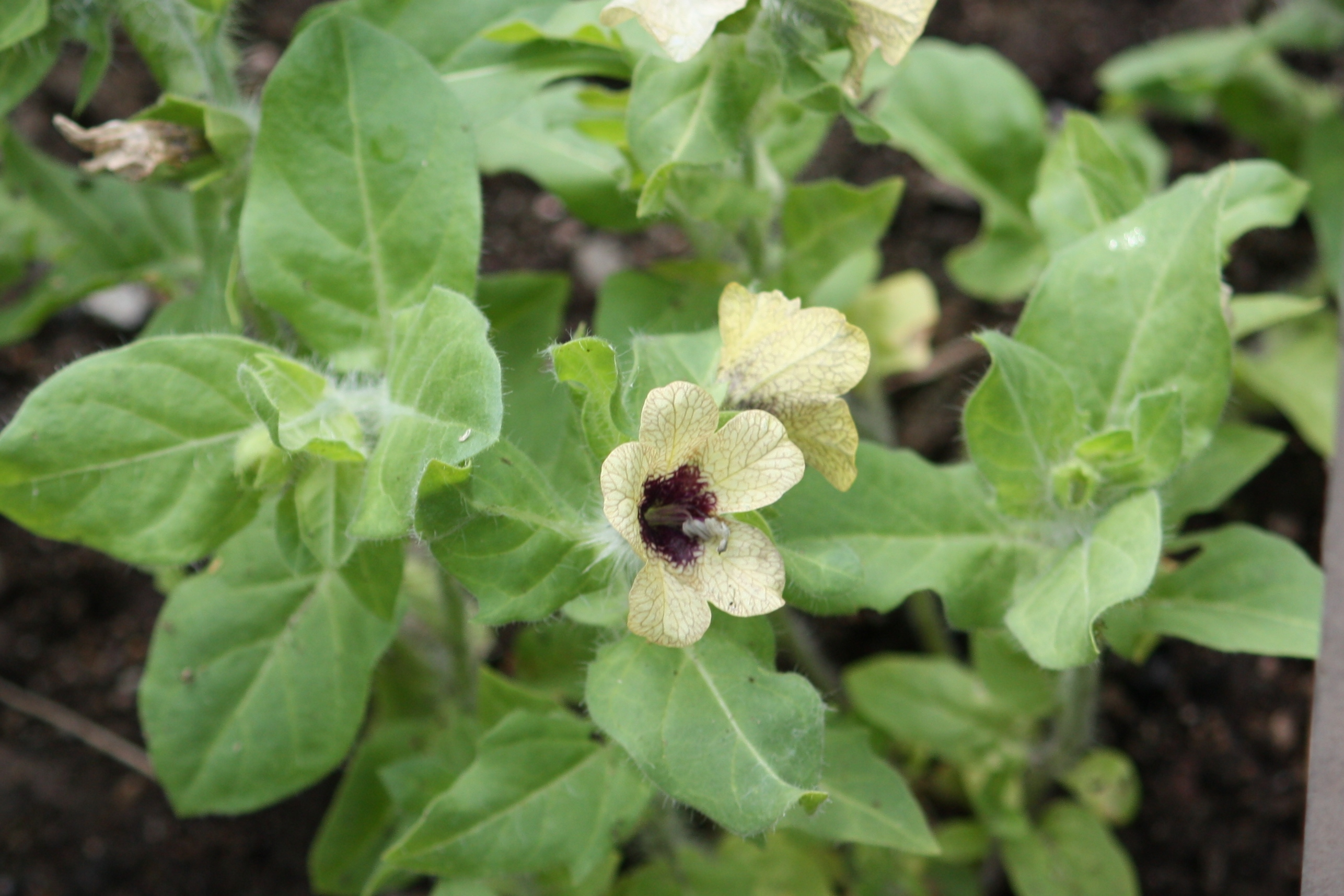
Molte sottospecie di giusquiamo nero richiedono una vernalizzazione prima della fioritura.

Vernalizzazione (dal latino vernus, primaverile) è l'induzione del processo di fioritura di una pianta mediante una prolungata esposizione al freddo invernale o mediante sistema equivalente. Dopo la vernalizzazione le piante hanno acquisito la capacità di fiorire, ma esse possono richiedere ulteriori stimoli stagionali o settimane di crescita prima che compaiano i fiori. 
Vernalizzazione è un termine usato talvolta per riferirsi a piante erbacee (non legnose) che richiedono un periodo freddo di dormienza per produrre nuovi germogli e foglie, ma se ne scoraggia l'uso.
Molte piante che crescono in climi temperati richiedono una vernalizzazione e devono sperimentare un periodo di basse temperature invernali per iniziare o accelerare il processo di fioritura. Ciò assicura che lo sviluppo riproduttivo e la produzione di semi avvenga in primavera o in estate, piuttosto che in autunno. Il freddo richiesto è spesso espresso in "ore di raffreddamento". Temperature tipiche per la vernalizzazione vanno dai 5 ai 10 °C. 
Per molte piante perenni, quali ad esempio specie di alberi da frutto, un periodo di freddo è necessario prima per indurre la dormienza e successivamente, dopo l’opportuno periodo di tempo, risvegliarsi dalla dormienza prima della fioritura.
Numerose piante monocarpiche, annuali e biennali, compresi alcuni ecotipi di arabetta comune e cereali invernali come il grano, devono attraversare un lungo periodo di freddo prima che abbia luogo la fioritura.

## Storia delle ricerche sulla vernalizzazione
Nella storia dell'agricoltura i contadini osservavano una tradizionale distinzione fra "cereali invernali", i cui semi richiedono un raffreddamento (per innescare la loro successiva "uscita" e crescita) e "cereali primaverili", i cui semi possono essere seminati in primavera, germogliare e fiorire subito dopo.
Gli scienziati all'inizio del XIX secolo hanno discusso come mai alcune piante necessitano temperature fredde per fiorire.
Nel 1857 un agronomo statunitense, John Hancock Klippart, Segretario del Consiglio dell'agricoltura dell'Ohio, relazionò sull'importanza degli effetti della temperatura invernale sulla germinazione del grano. Una delle opere più significative in proposito fu quella del fisiologo botanico tedesco, Gustav Gassner, che ne trattò ampiamente in un suo scritto del 1918.
Gassner fu il primo a differenziare sistematicamente i requisiti specifici delle piante invernali da quelle estive, e anche che i semi di cereali invernali germogliati precocemente, sono sensibili al freddo. Nel 1928 un genetista russo, Trofim Lysenko, pubblicò le sue ricerche sugli effetti del freddo sui semi dei cereali e coniò il termine "яровизация" (jarovizzazione) per descrivere il processo di raffreddamento che egli aveva utilizzato per far sì che semi di cereali invernali si comportassero come cereali primaverili (Jarovoe in russo, viene da jar, che significa fuoco o divinità della primavera).
Lysenko stesso tradusse il termine in "vernalizzazione". Dopo Lysenko il termine venne usato per spiegare la capacità di fioritura in alcune piante dopo un periodo di freddo dovuto a cambiamenti fisiologici o a fattori esterni.
La definizione formale fu data nel 1960 da un botanico francese, Pierre Chouard, come «…l'acquisizione o l'accelerazione della capacità di fioritura con un trattamento di raffreddamento».
Gli scritti di Lysenko del 1928 sulla vernalizzazione e sulla fisiologia vegetale richiamarono una grande attenzione per le conseguenze pratiche sull'agricoltura russa. Forte freddo e assenza di neve avevano distrutto molte semine d'inizio inverno. Con il trattamento dei semi mediante il freddo e l'umidità, Lysenko li fece generare un raccolto con la seminagione in primavera. Successivamente però Lysenko sostenne erroneamente che lo stato di vernalizzazione poteva divenire ereditario, cioè i semi di una pianta vernalizzata si sarebbero comportati come se fossero stati vernalizzati essi stessi e quindi non avevano bisogno di una loro vernalizzazione per fiorire rapidamente.
Recenti ricerche sulla vernalizzazione si sono focalizzate sulla fisiologia della pianta; la disponibilità crescente di informazioni della biologia molecolare hanno reso possibili svelare in suo meccanismo sottostante. Ad esempio un periodo giornaliero allungato (giorni più lunghi) così come basse temperature sono richieste per le piante di grano per passare dallo stato vegetativo a quello riproduttivo; i tre geni interagenti sono chiamati VRN1, VRN2 e FT (VRN3).
Poiché la fioritura delle piante richiede la cooperazione con successo di parecchie vie metaboliche, sono stati realizzati modelli computerizzati che comprendono la vernalizzazione.

## Arabidopsis thaliana

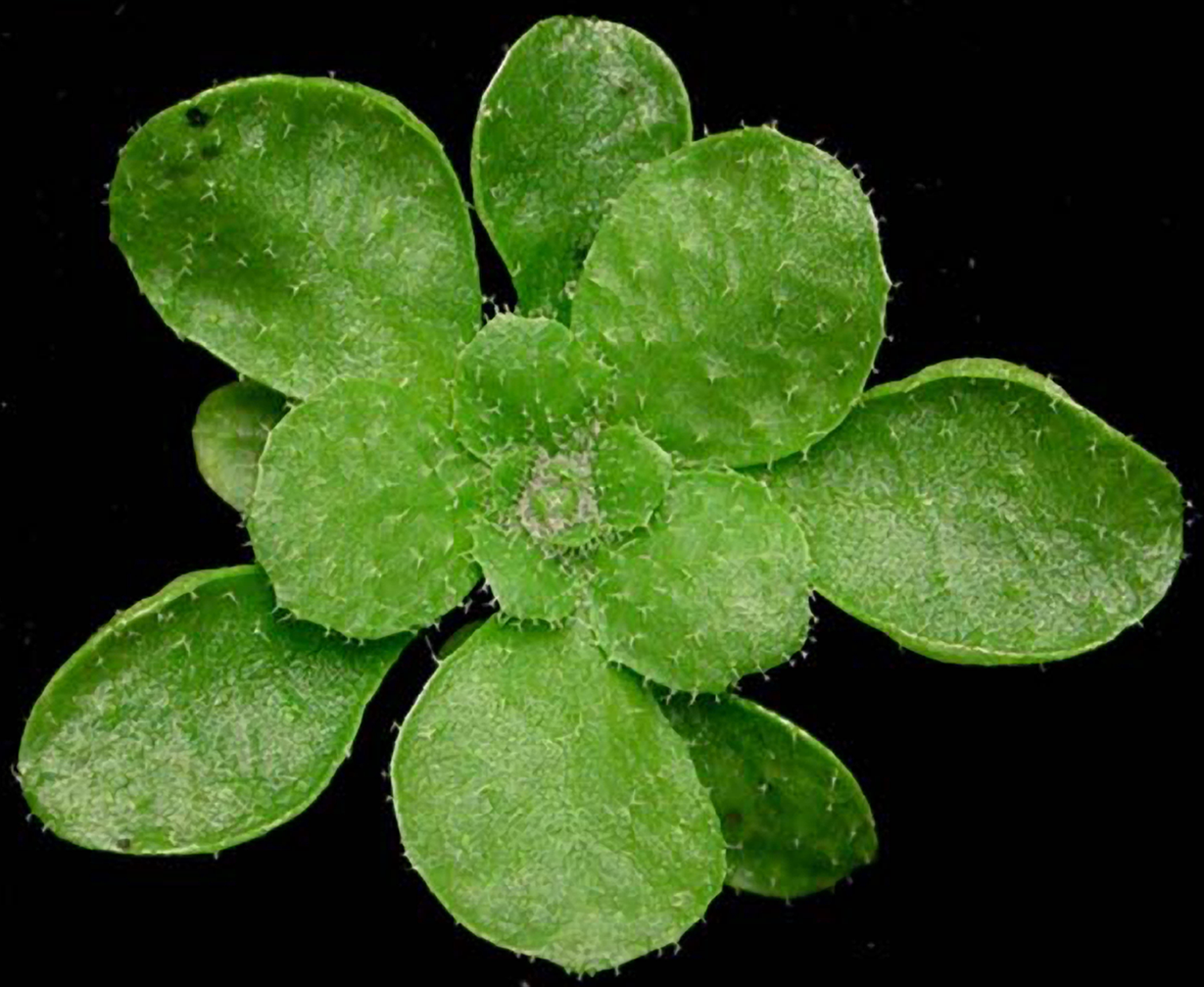
Rosette di Arabidopsis thaliana prima della vernalizzazione, senza floral spike

L'Arabidopsis thaliana ("arabetta comune") è un modello molto studiato per la vernalizzazione. Alcuni ecotipi, chiamati "annuali invernali", ritardano la fioritura con la vernalizzazione mentre altri ("annuali estivi") no. I geni che presiedono a questa differenza nella fisiologia delle pianta sono stati intensamente studiati. Il cambio della fase riproduttiva della A. thaliana si verifica con la sequenza di due eventi correlati: prima, la transizione attraverso la formazione prematura dello stelo, quindi quella floreale (comparsa dell'inflorescenza). La comparsa prematura dello stelo è un forte precursore della formazione del fiore e quindi un buon indicatore nella ricerca sulla vernalizzazione.
Nella pianta annuale invernale dell'Arabidopsis, la vernalizzazione del meristema pare conferire capacità di risposta ai segnali floreali induttivi. Un meristema vernalizzato mantiene capacità fino a 300 giorni in assenza di segnali induttivi.
A livello molecolare la fioritura è repressa dalla proteina Flowering Locus C (FLC), che avvolge e reprime i geni che provocano la fioritura, bloccandola di conseguenza. Gli ecotipi invernali annuali dell'Arabidopsis hanno una copia attiva del gene FRIGIDA (FRI), che provoca la espressione della FLC, che reprime così la fioritura. Una prolungata esposizione al freddo (vernalizzazione)
A esprimersi la VERNALIZATION INSENSTIVE3, che interagisce con il complesso tipo polycomb per ridurre l'esprimersi di FLC attraverso un rimodellamento cromatico. Si ritiene che il silenziamento epigenetico dell'FLC causa del rimodellamento cromatico involva l'esprimersi provocato dal freddo dell'antisense FLC COOLAIR o trascrizioni COLDAIR. Si registra la vernalizzazione si registra presso le piante con lo stabile silenziamento di individuali loci FLC. La rimozione del marcatore cromatico silente FLC durante l'embriogenesi previene la trasmissione ereditaria dello stato di vernalizzazione.
Poiché la vernalizzazione ha luogo anche nei flc mutanti (privi di FLC), essa anche attivare una via non-FLC. Un meccanismo di giorno-lungo ha anche la sua importanza.

## Svernalizzazione
È possible "svernalizzare" una pianta esponendola ad alte temperature dopo la vernalizzazione. Ad esempio i grossisti di cipolle da coltivare, pongono i loro magazzini a bassa temperatura, ma le svernalizzano prima di piantarle, poiché vogliono che l'energia della pianta vada ad ampliare il bulbo senza fare fiori.